# Pristimantis andinognomus
Pristimantis andinognomus es una especie de anfibio anuro de la familia Craugastoridae. Esta especie es endémica de la provincia de Zamora-Chinchipe en Ecuador. Se encuentra entre 400 y 2 800 m s. n. m. de altitud en la Cordillera Oriental (Ecuador).

## Publicación original
- Lehr & Coloma, 2008 : A minute new Ecuadorian Andean frog (Anura: Strabomantidae, Pristimantis). Herpetologica, vol. 64, no 3, p. 354-367).